# Sigibodo II. von Lichtenberg

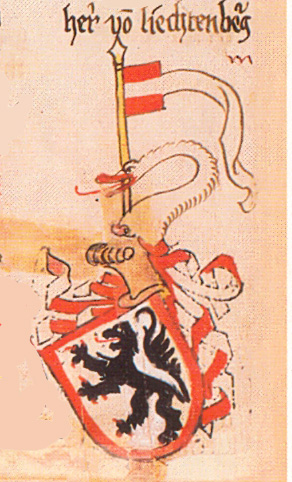
Familienwappen im Ingeram-Codex

Sigibodo II. von Lichtenberg, auch Siegbodo, war Bischof von Speyer von 1302 bis 1314.

## Leben und Wirken
Er stammte aus dem elsässischen Adelsgeschlecht Lichtenberg dessen namensgebender Stammsitz Burg Lichtenberg war und wurde geboren als Sohn von Ludwig II. von Lichtenberg und Elisabeth von Baden, Tochter des Markgrafen Hermann V. von Baden.
Bereits am 2. Oktober 1289 tritt er urkundlich als Speyerer Domherr und Propst des Stiftes St. Guido auf. 1296 erscheint er als Generalvikar des Bischofs Friedrich von Bolanden. 
Nach dem Tod Bischof Friedrichs gingen die schwelenden Streitigkeiten zwischen Bischof und Stadt, trotz der Vermittlung des Mainzer Bischofs Gerhard II. von Eppstein, weiter. Sigibodo von Lichtenberg, ein Parteigänger König Albrechts, wurde als Nachfolger gewählt. Allerdings musste er dem Speyerer Klerus im Schloss Deidesheim in einer Wahlkapitulation versichern, die Zugeständnisse an die Stadt rückgängig zu machen. Außerdem wurde eine Truppe von 60 berittenen Söldnern zum Kampf gegen die Bürgerschaft aufgestellt. Die Stadt verweigerte dem neuen Bischof den Zutritt und die Huldigung und verbot den Weinverkauf durch und Zinszahlungen an Geistliche. In der Folge kam es über sieben Monate zu kriegerischen Auseinandersetzungen und die Umgebung Speyers sowie die Höfe der Kirche wurden verwüstet. Am 4. Oktober 1302 schlossen die Kriegsparteien einen Vertrag, in dem nahezu alle Forderungen der Bürgerschaft erfüllt wurden. Es blieb auch beim Verbot des Weinausschanks durch Geistliche. Damit blieben den Bischöfen nur noch die Rechte, die sie bereits 1294 mit Bischof Friedrich ausgehandelt hatten. Ihr Machtbereich beschränkte sich auf den Bereich der Domimmunität, die deshalb auch Domstadt genannt wurde. Damit gab es innerhalb der Stadtmauern zwei eigenständige politische Herrschaftsbereiche.
Das fürstbischöfliche Wappen ist üblicherweise geviert. Die Felder des Wappenschildes führen im Wechsel das Familienwappen derer von Lichtenberg und das Wappen des Bistums Speyer, ein silbernes Kreuz auf blauem Grund. Das Familienwappen derer von Lichtenberg ist ein aufrecht schreitender schwarzer Löwe auf silbernem Grund mit einer roten Einrahmung.